# Mošeja kralja Abdulaha I.
Mošeja kralja Abdulaha I. (arabsko مسجد الملك عبد الله الأول – Masǧid al-Malik ʿAbd Allāh al-awwal) je velika mošeja v Amanu v Jordaniji.
Zgrajena je bila med letoma 1982 in 1986 v imenu kralja Huseina I. in je dobila ime po dedku Abdalahu ibn Husainu I., emirju in prvem kralju (Trans)Jordanije. Načrti segajo v dela češko-nemškega arhitekta Jana Cejka (* 1933).
Mošeja stoji na hribu Jebel al-Weibdeh v zahodnem delu jordanske prestolnice. Njena značilnost, kupola okrašena z modrimi mozaiki, je postala znamenitost Amana. Ob njej se dvigata dve manjši kupoli in dva minareta futurističnega izgleda. Pod kupolo je spodnja molitvena soba (za moške), v centralne ladje ne podpirajo stebri, kar spominja na Kupolo na skali v Jeruzalemu.
V kompleksu mošeje je muzej islamske zgodovine in religije. Mošeja je edina v Amanu, ki je odprta za nemuslimane.
Od 11. aprila 2006 mošeja kralja Abdulaha ni več jordanska nacionalna mošeja. Nadomestila jo je mošeja kralja Huseina bin Talala, ki jo je zgradil kralj Abdulah II. v letih 2004–2005 v spomin na svojega očeta Huseina I. Trenutno je največja mošeja v Jordaniji.